# قلعه ریگ
قلعه ریگ مربوط به دوره سلجوقیان است و در شهرستان کاشمر، بخش مرکزی، روستای قوژد واقع شده و این اثر در تاریخ ۱۶ مرداد ۱۳۸۴ با شمارهٔ ثبت ۱۳۱۸۶ به‌عنوان یکی از آثار ملی ایران به ثبت رسیده‌است. در حال حاضر قسمتی از دیوارها و برج قلعه به جا مانده‌است.

## نگارخانه

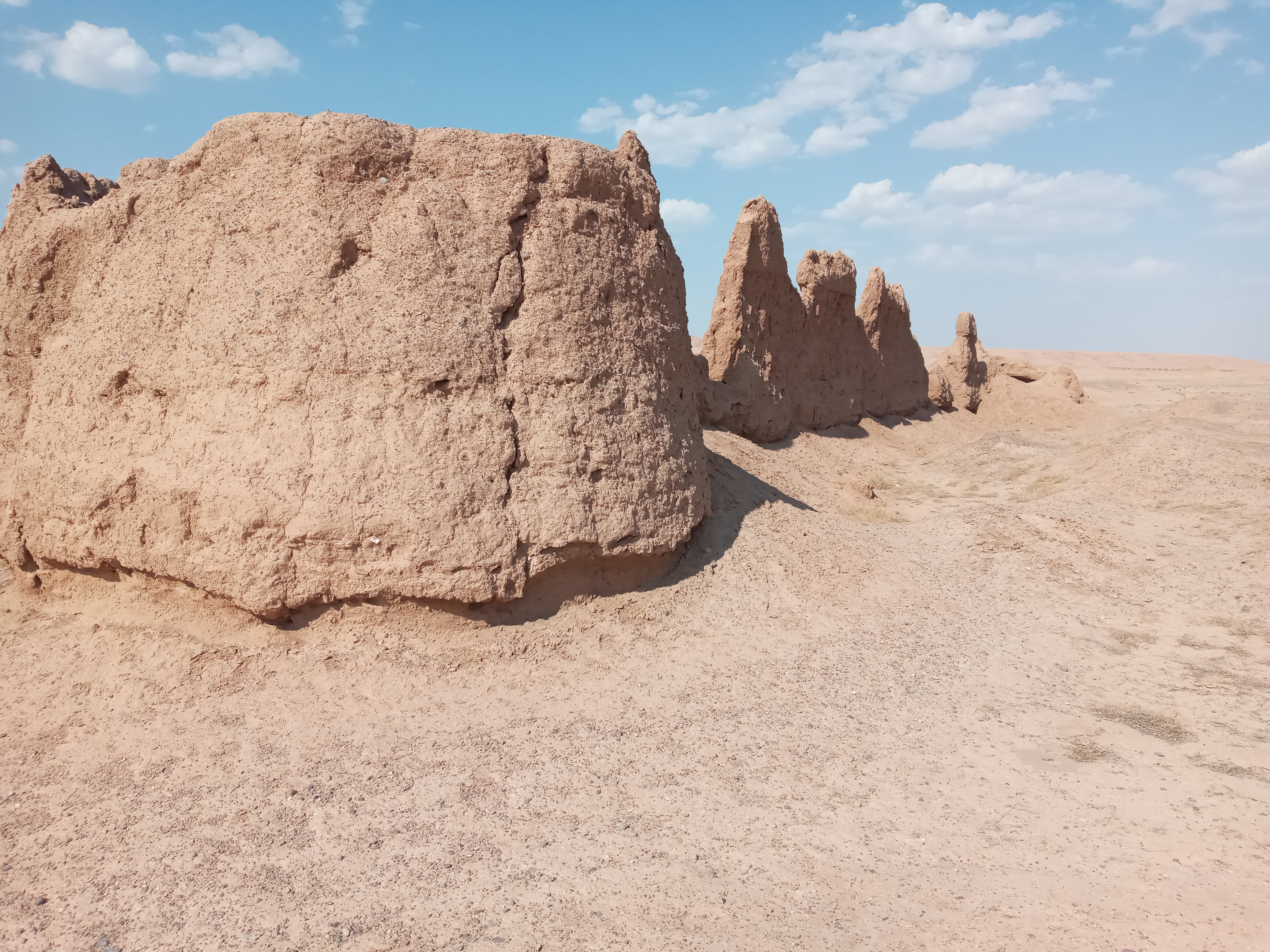
خرابه‌های قلعه
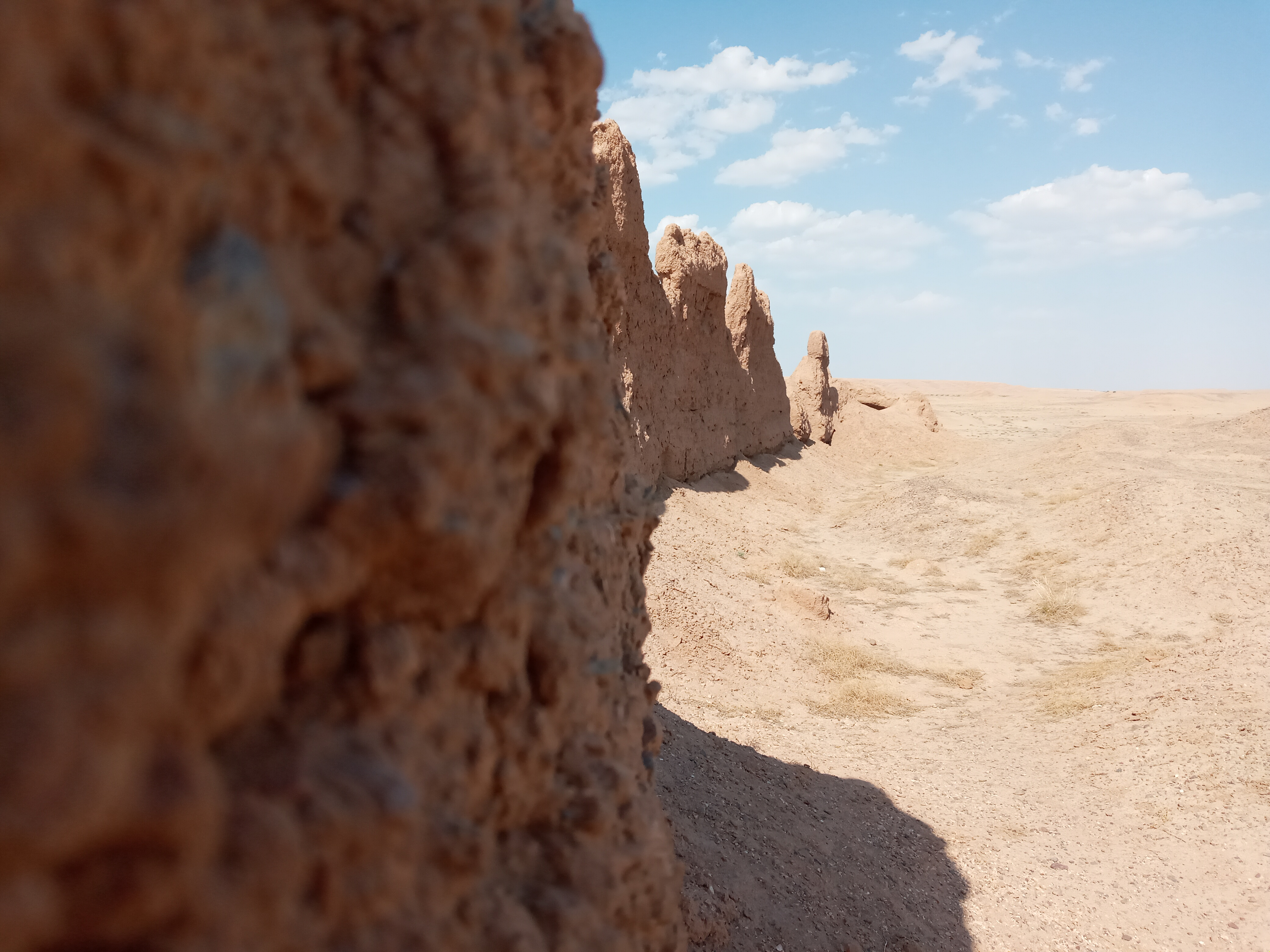
خرابه‌های قلعه
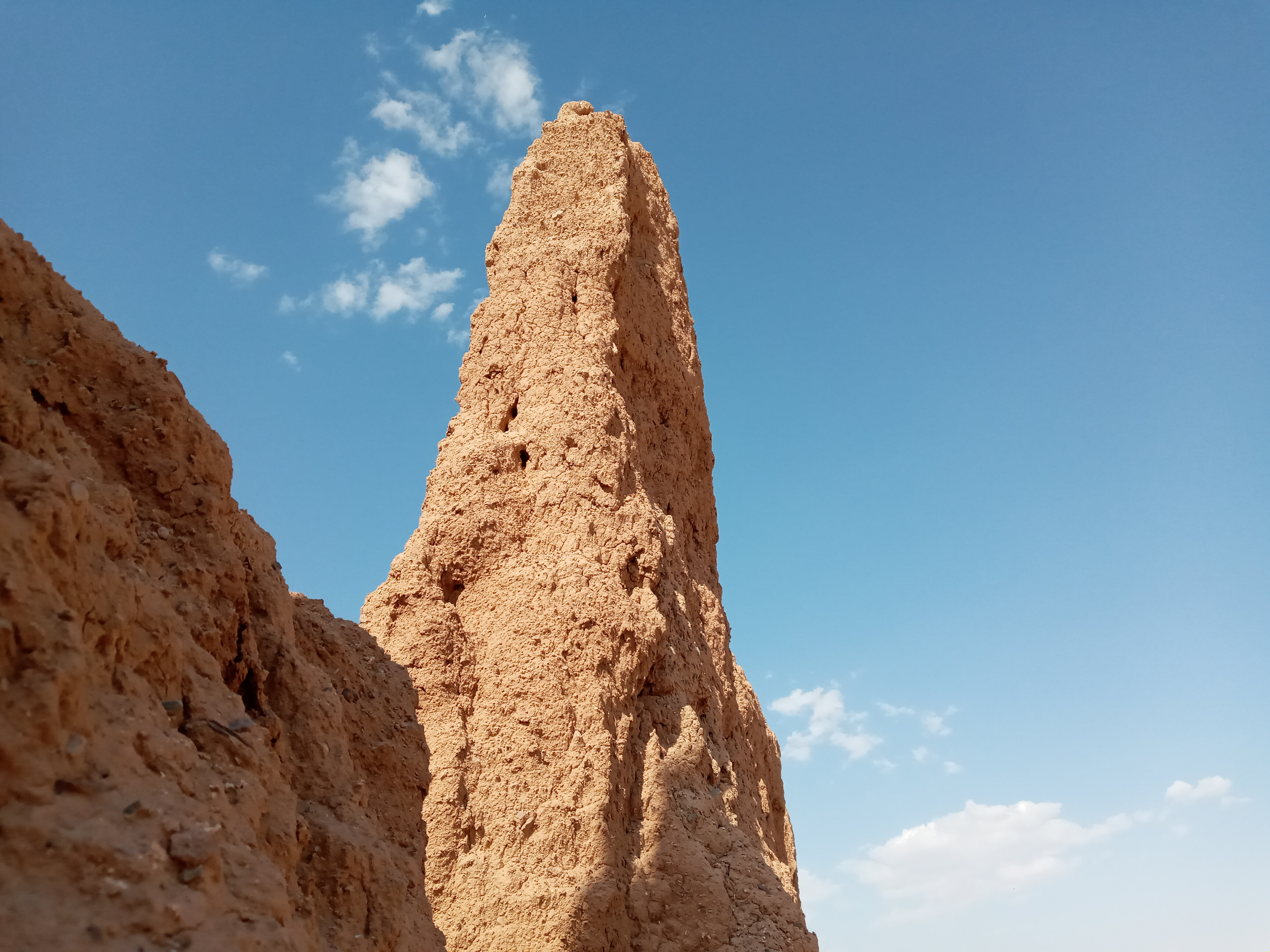
خرابه‌های قلعه
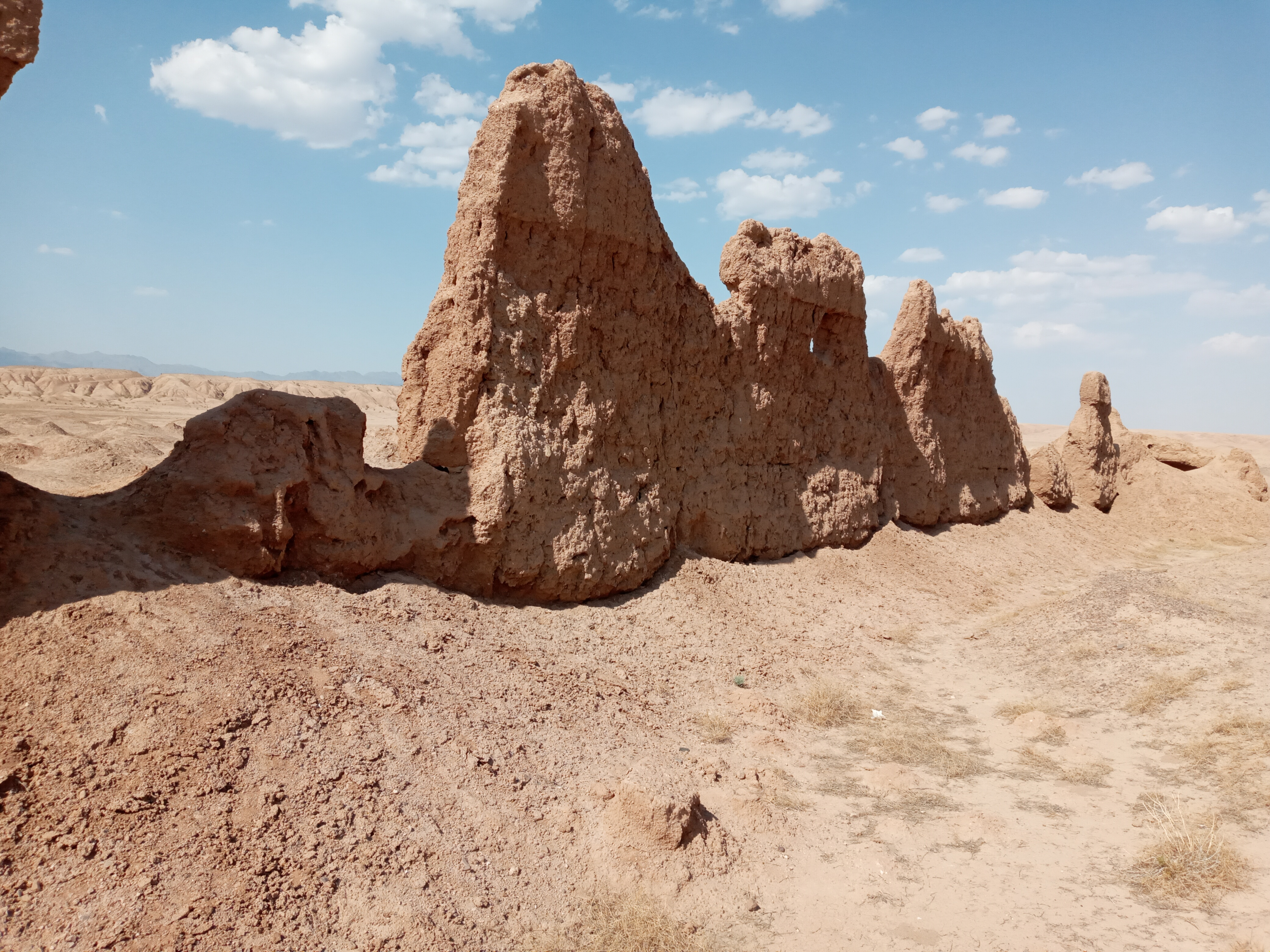
خرابه‌های قلعه
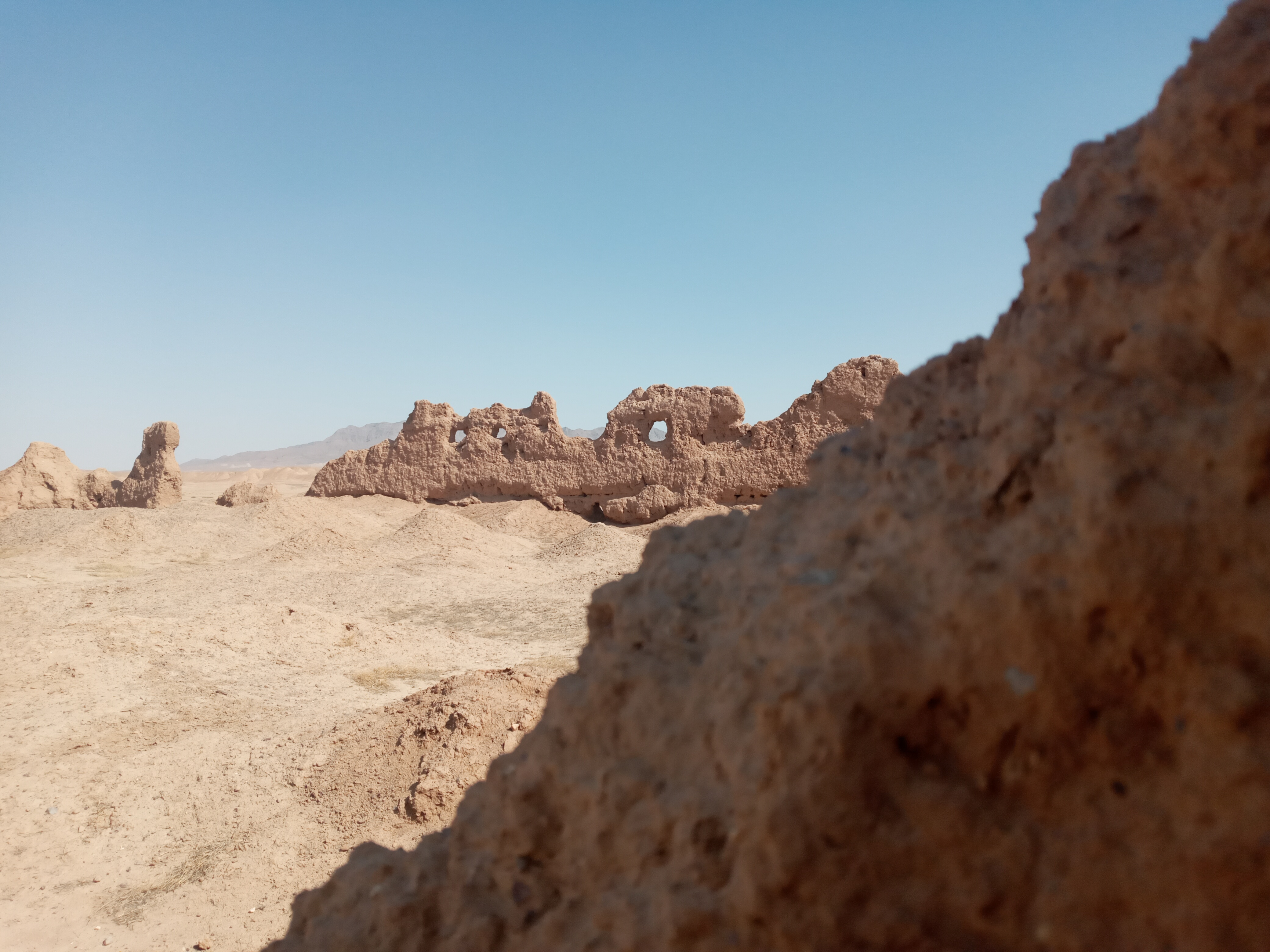
خرابه‌های قلعه
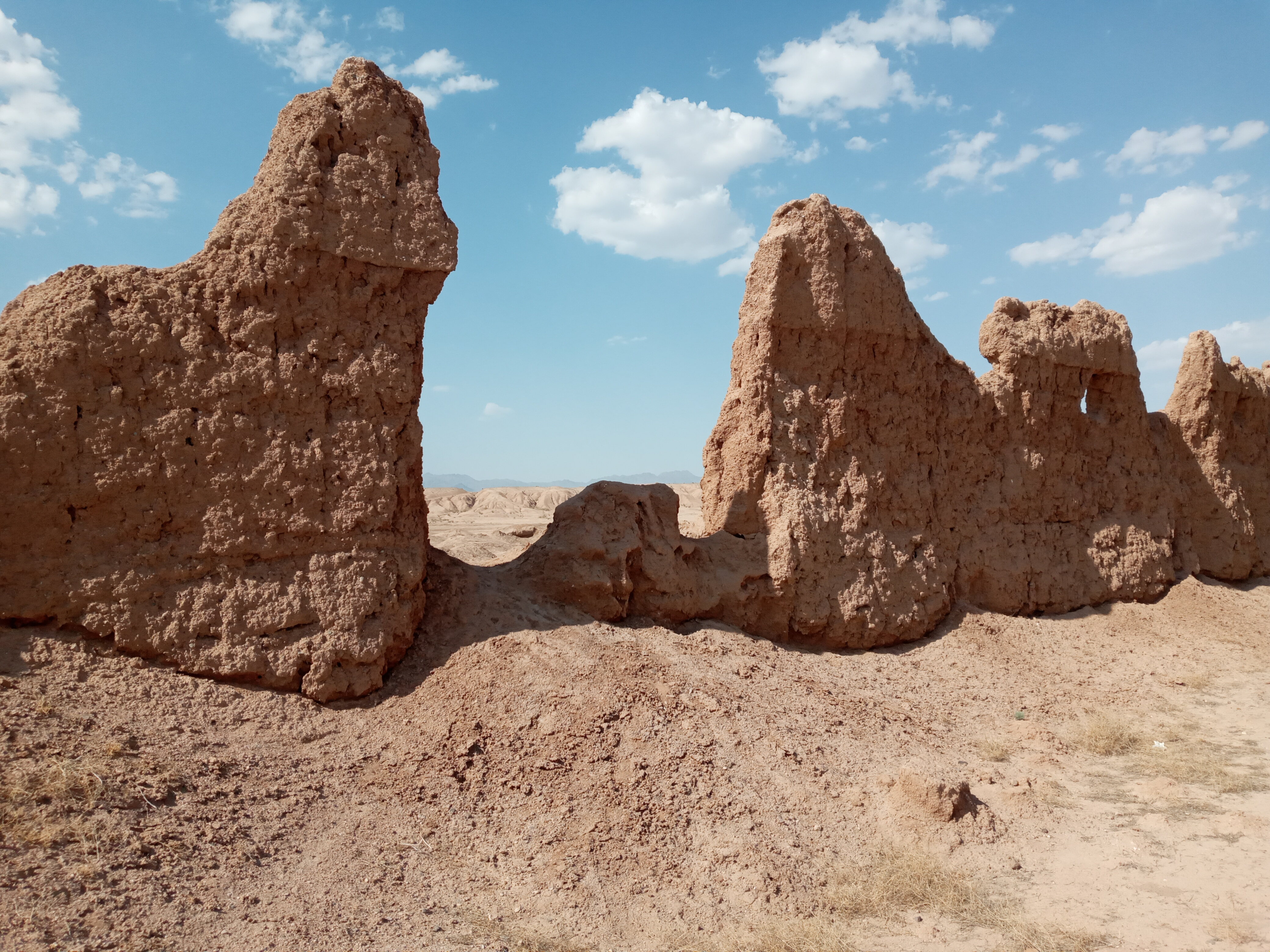
خرابه‌های قلعه
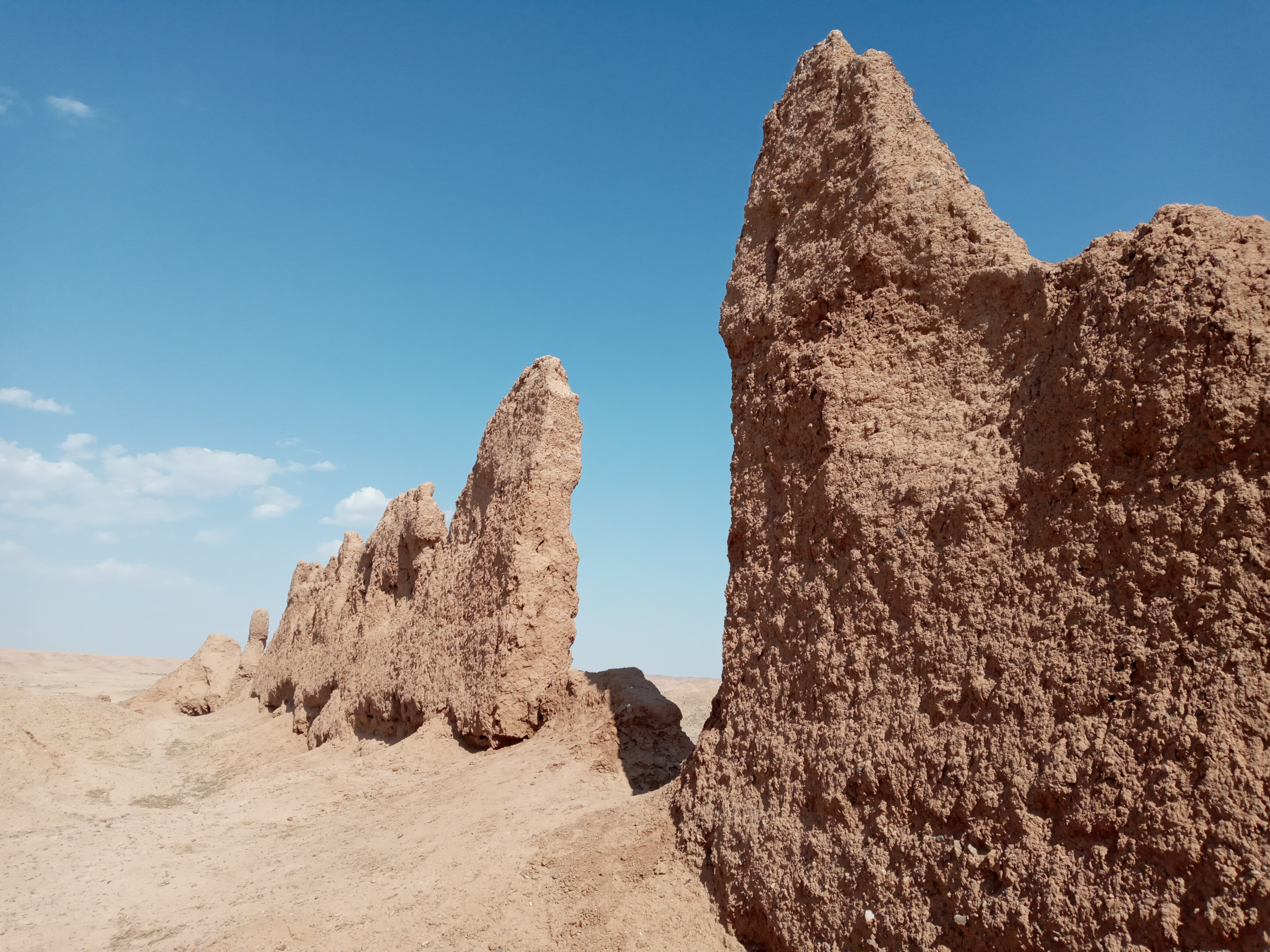
خرابه‌های قلعه
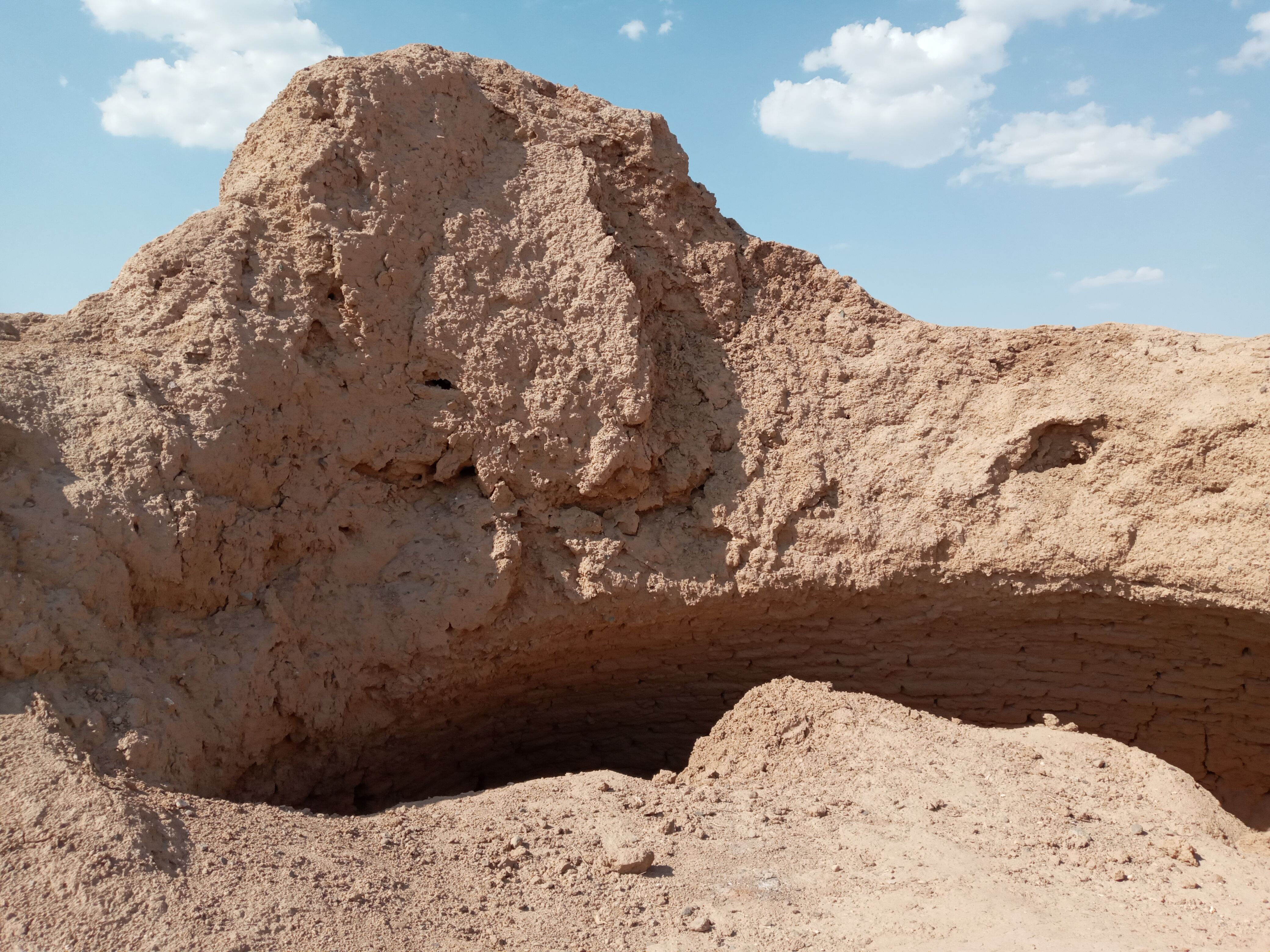
خرابه‌های قلعه
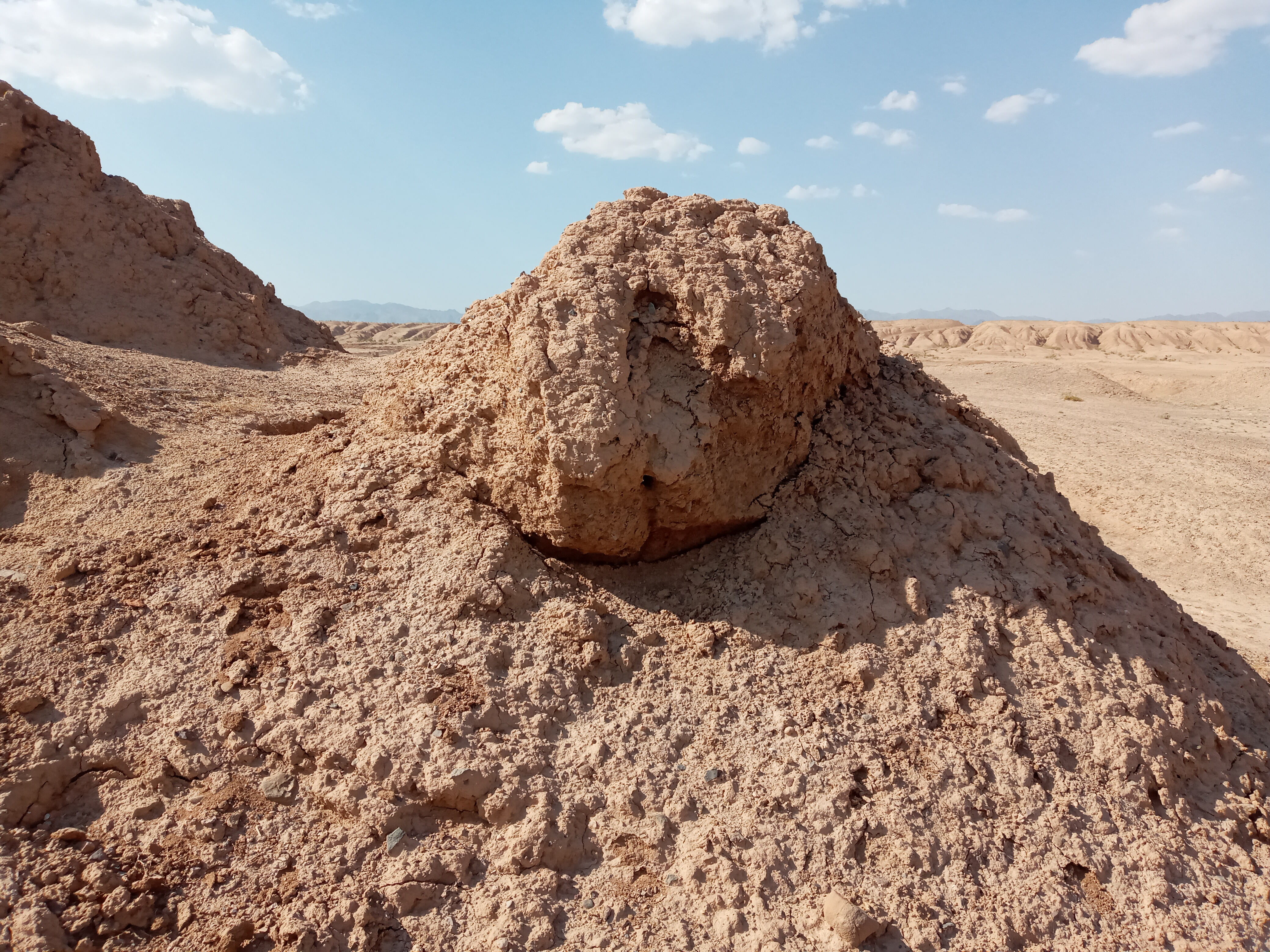
خرابه‌های قلعه
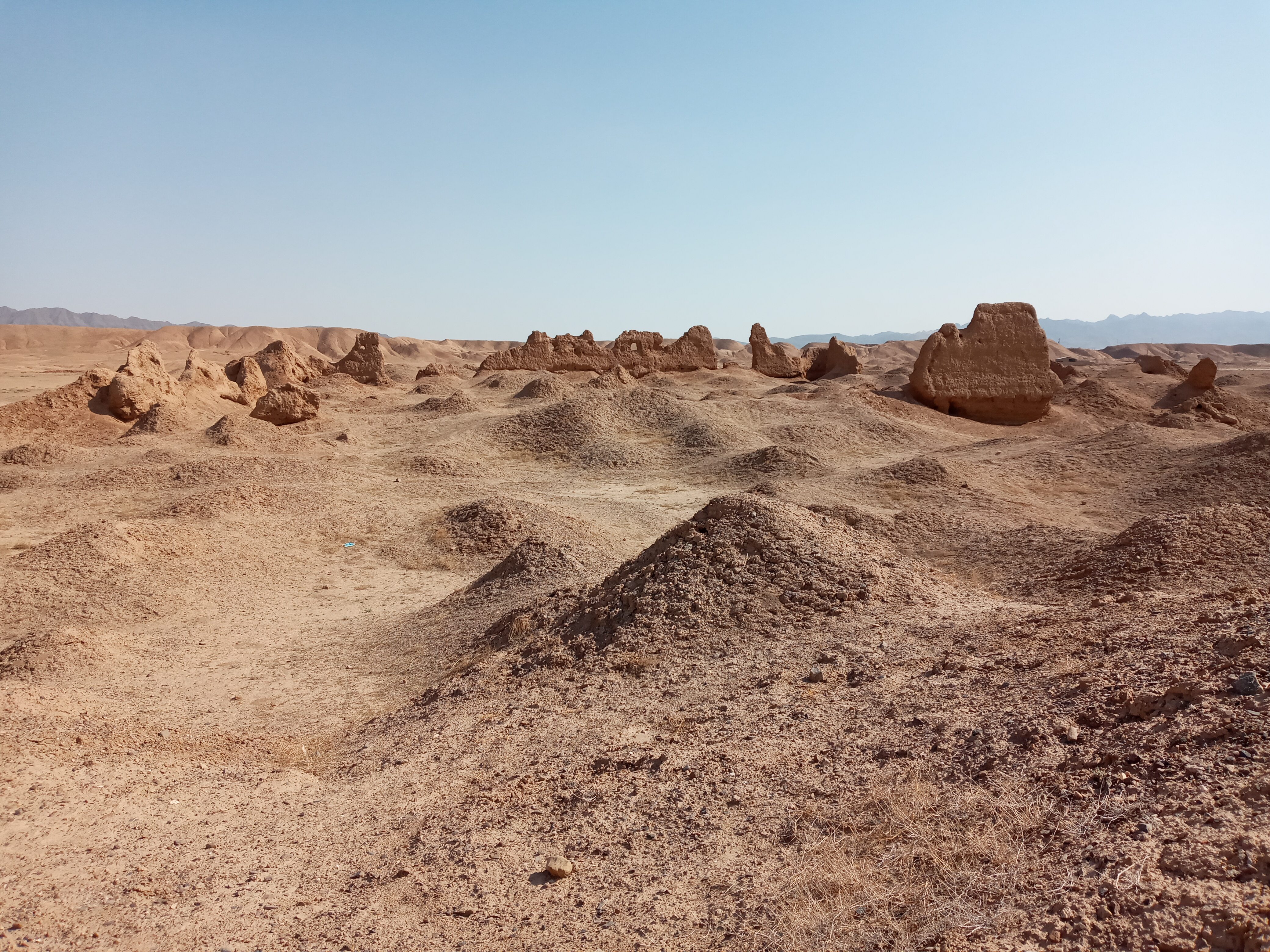
خرابه‌های قلعه
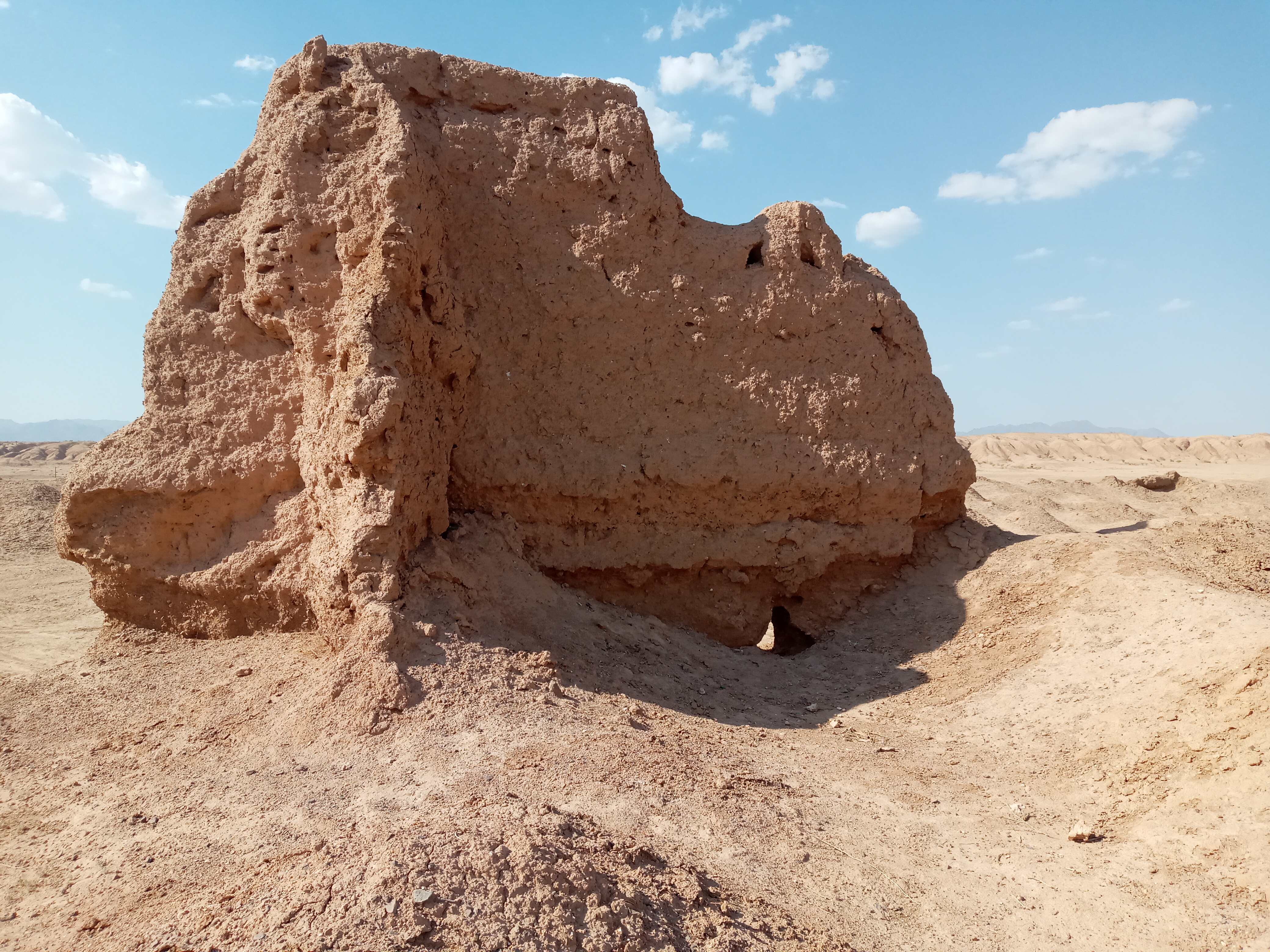
خرابه‌های قلعه
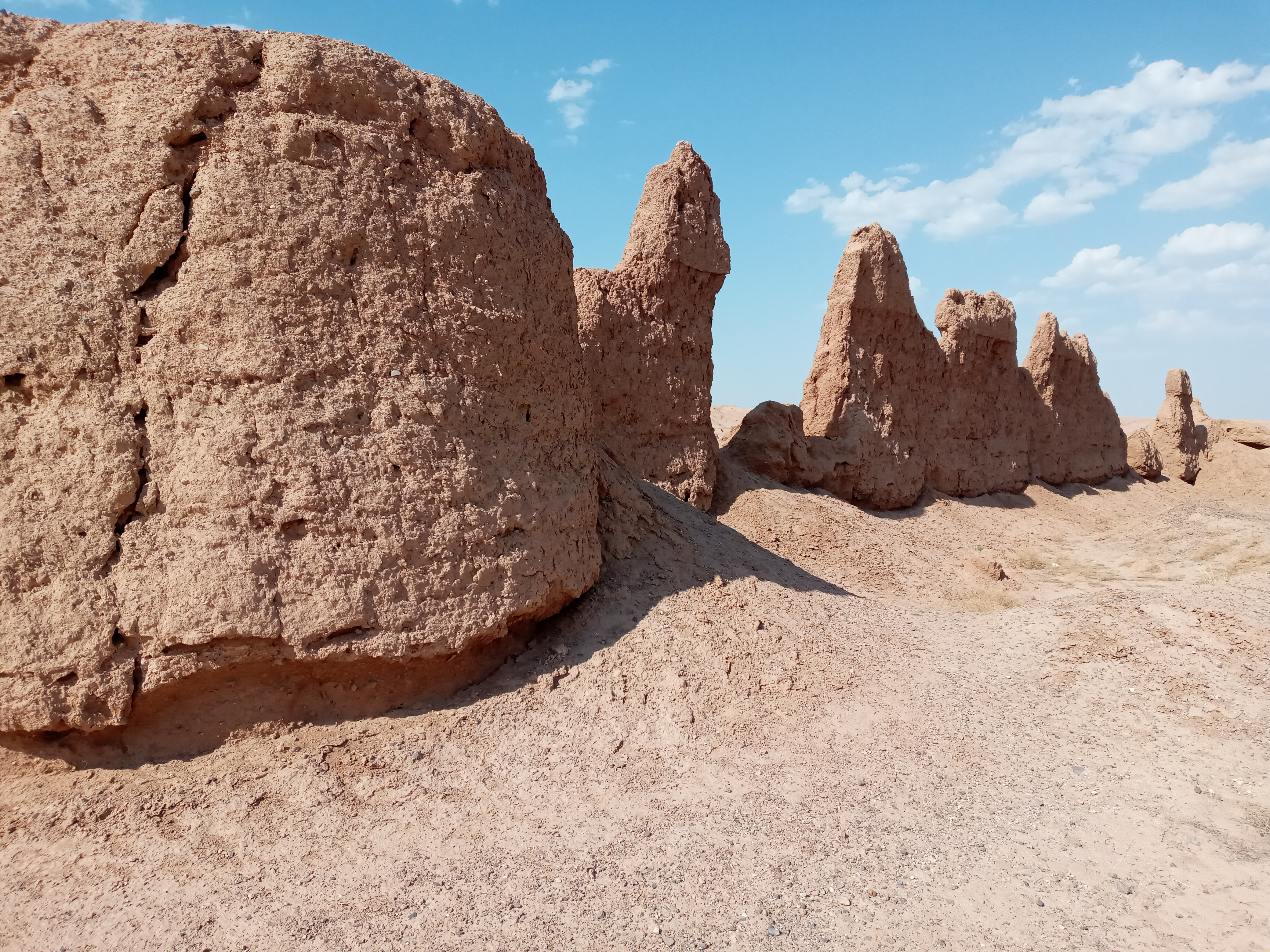
خرابه‌های قلعه
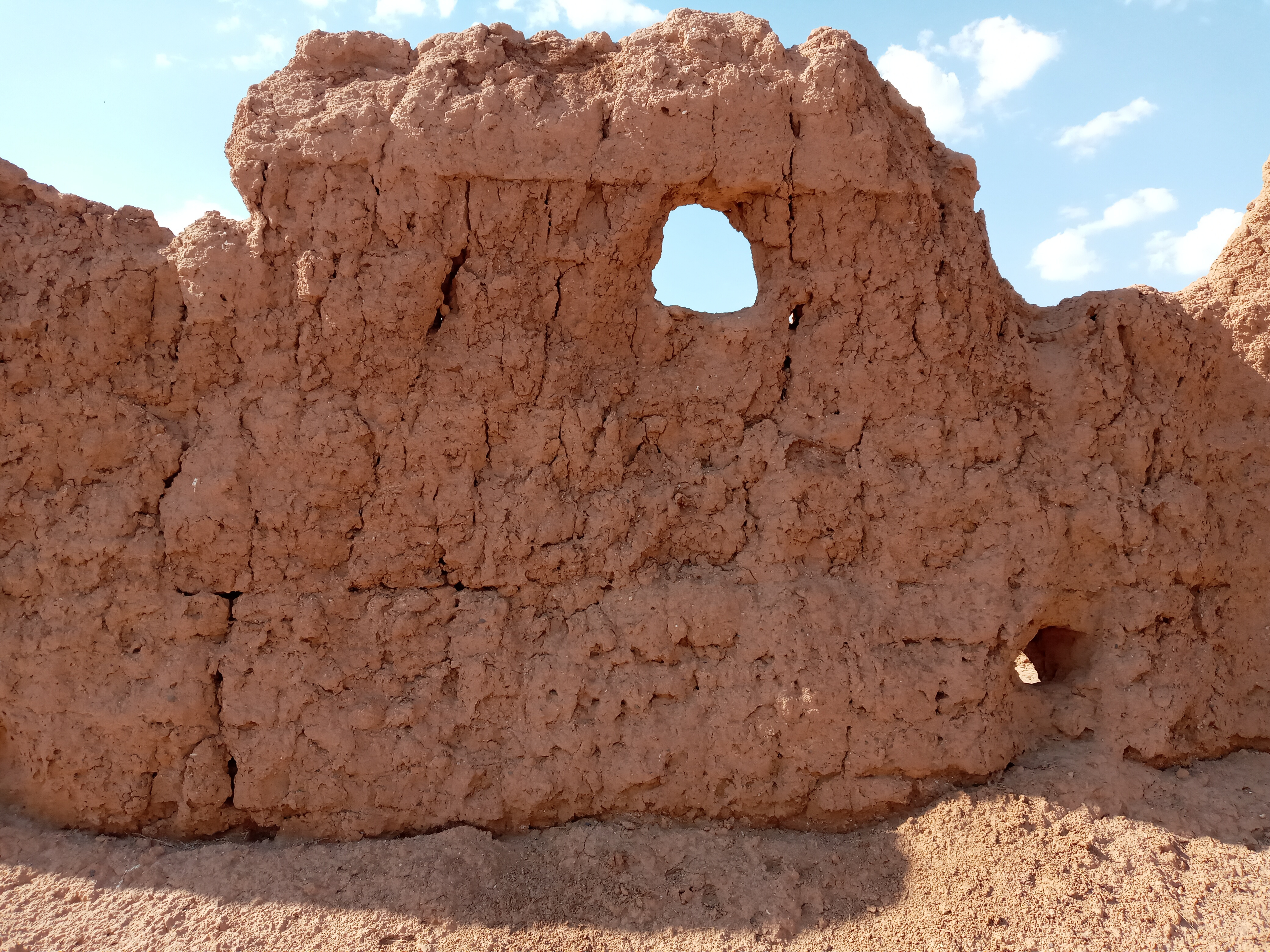
خرابه‌های قلعه
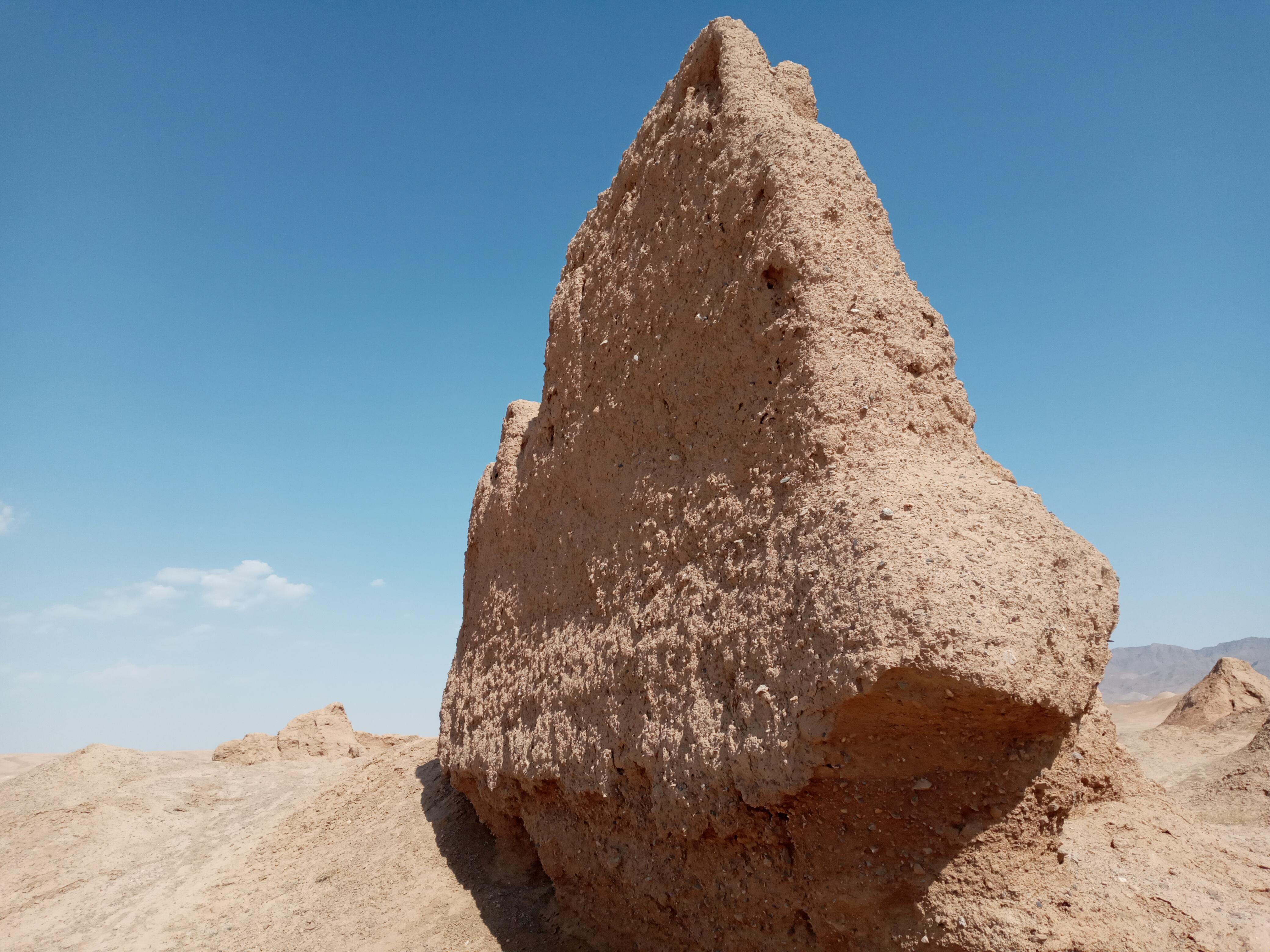
خرابه‌های قلعه
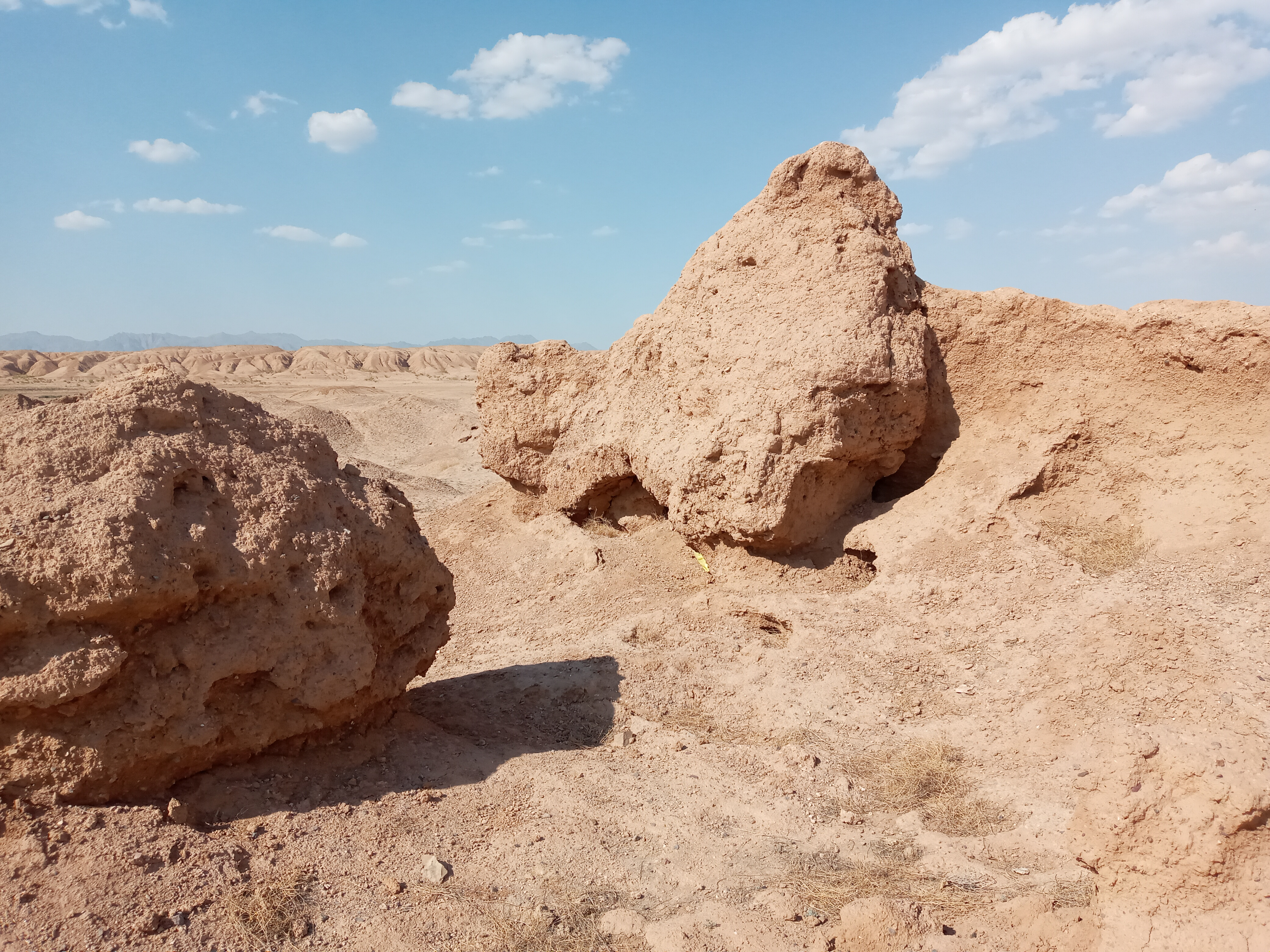
خرابه‌های قلعه
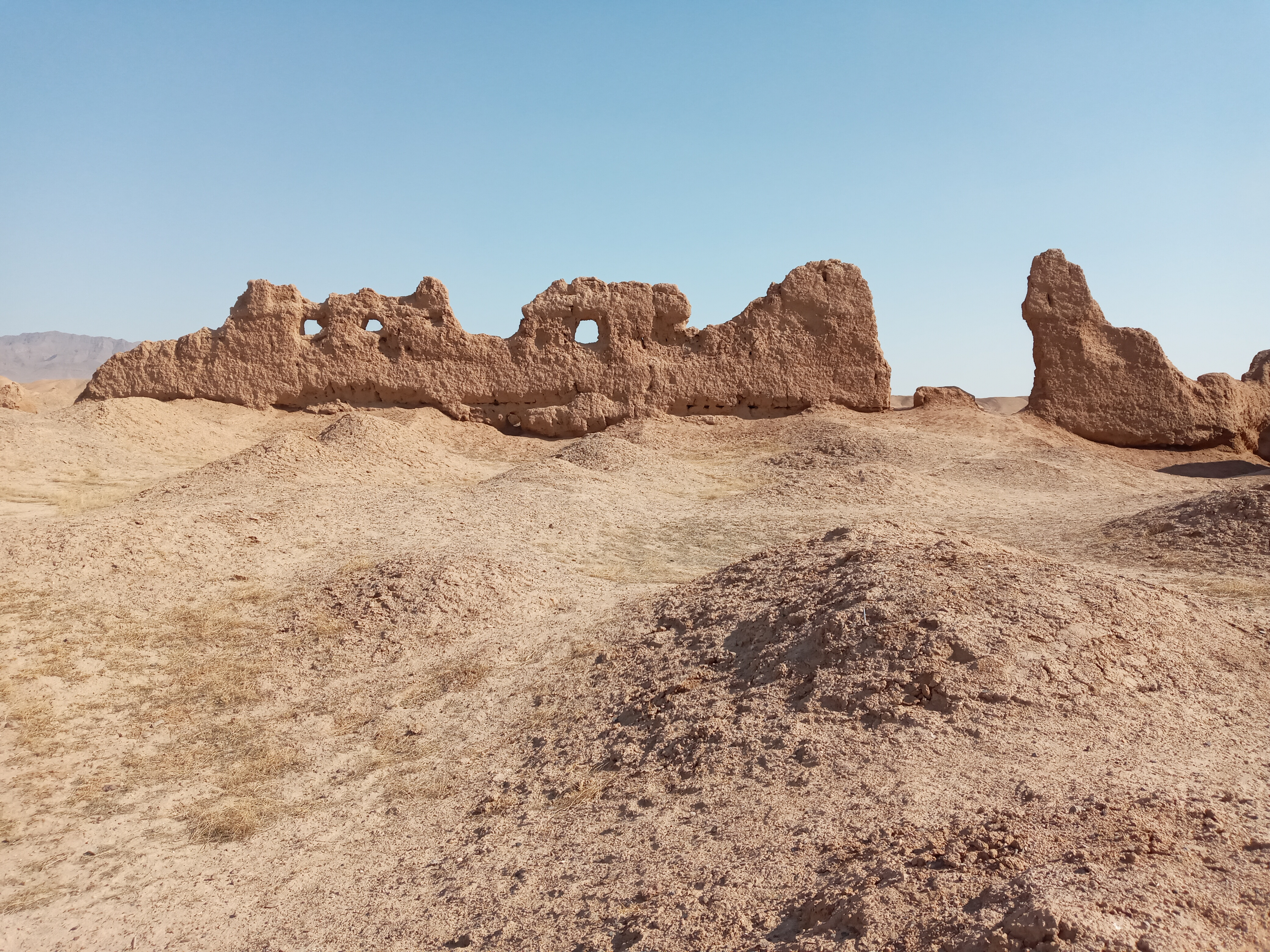
خرابه‌های قلعه